# 山本麻里安のはにわマイハウス
『山本麻里安のはにわマイハウス』（やまもとまりあのはにわマイハウス）は、声優の山本麻里安がパーソナリティを務める文化放送BBQR及び超!A&G+で隔週金曜日に生放送していた番組である。1999年（平成11年）10月10日から放送開始。2008年（平成20年）3月21日終了。

## 番組について
地上波 → BS → インターネットラジオ

### 放送時間
- 1999年10月10日 - 2000年3月（VOiCEP-CUBEs1部）
文化放送 日曜日 23:00 - 23:20
ラジオ大阪 日曜 21:00 - 21:20（2時間先行）
- 2000年4月 - 2002年3月31日
文化放送 日曜 23:30 - 24:00
- 2000年12月8日 - 2002年3月28日
BSQR 金曜日 21:00 - 21:30
- 2002年4月5日 - 2003年4月4日
BSQR 金曜日 23:00 - 25:00（隔週交互放送）
- 2003年4月11日 - 2004年4月2日
BSQR 金曜日 23:00 - 24:00（隔週放送）
- 2004年4月9日 - 2005年3月
BSQR 金曜日 22:00 - 23:00（隔週放送）
- 2005年4月 - 2006年3月24日
BSQR 金曜日 21:30 - 22:30、再放送 土曜日20:00 - 21:00（隔週放送）
- 2006年4月 - 2008年3月21日
BBQR 金曜日 21:30 - 22:30（隔週更新）
- 2007年9月7日 - 2008年3月21日
超!A&G+ 金曜日 21:30 - 22:30（リピート放送：土曜日 11:30 - 12:30）（隔週更新）

### 沿革
- 1999年（平成11年）10月 - 文化放送で放送開始。
- 2000年（平成12年）4月 - 30分番組へ放送時間拡大。
- 2000年（平成12年）12月 - BSQR放送開始。
- 2002年（平成14年）3月 - 地上波放送終了。
- 2002年（平成14年）4月 - らじお・む〜と隔週放送。
- 2006年（平成18年）3月 - BSQR停波。
- 2007年（平成19年）9月 - 超!A&G+で放送開始。
- 2008年（平成20年）3月 - 放送終了。

## コーナー

### 番組終了時点
- 普通のお便り - リスナーから送られてきたふつおたを紹介するコーナー。
- 麻里安の嘘テク秘技コー堂 - 番組スポンサーのコードフリークにちなんで、実際には無いゲームの裏技テクを募集していくコーナー。
- チャットしてGOOD!! - チャットを使った大喜利コーナー。毎回さまざまなお題に関する解答をチャット上で答えていく。問題ごとに優秀解答を決定し、その解答を送ったリスナーに別ノベルティーをプレゼントしている。
- ラジオPOAROクエスト - POAROの箱番組。
- 今週のテーマメール紹介 - リスナーから送られてきた当日のメールテーマに関するメールを読んでいくコーナー
- コードフリークインフォメーション

### 過去
- めざせ!マイ・ハニャー・レディ!
- オバマリのひとりごと
- はにわポエム
- それいけ!ネコロジー
- まりあ様にお願い!
- 山本麻里安の何かうモォ〜
- 妖精さ〜んいらっしゃ〜い!!
- あしたマリア〜ナ
- 分別マイハウス
- ちゃっとだけよ〜（チャットしてGoo!の前身コーナー。内容は同じ）

## 公開録音
2000年（平成12年）7月28日
- スタジオSOLAで公開録音

2003年（平成15年）7月27日
- HOBBY EXPO 2003文化放送ステージ
- 会場 - 東京ビッグサイト
- 時間 - 16時10分 -
- ゲスト - 浅野真澄

2006年（平成18年）9月30日
- 浜松町・文化放送メディアプラスホールで公開録音

## 特番
- 2008年（平成20年）3月30日 14:00 - 14:45(JST)に、東京国際アニメフェア2008の文化放送ブースから「山本麻里安のはにわマイハウスプラス」が、公開生放送された（超!A&G+にて。4月6日の同時間にリピート放送）。

## 関連番組
- 山本麻里安のあつまれ!フェアリーアイランド（ラジオ関西）